# Rick Harrison

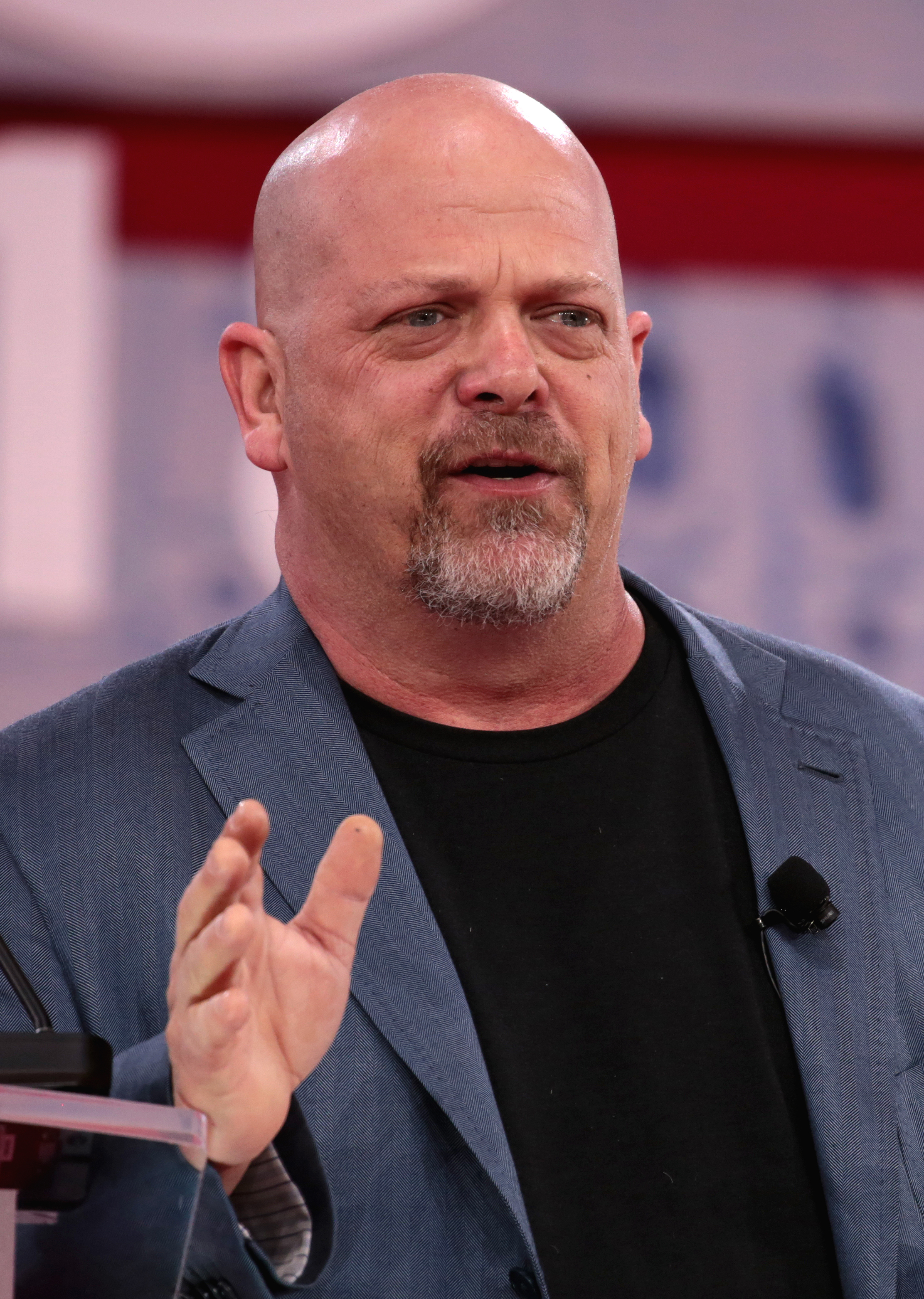
Rick Harrison (2018)

Richard Kevin Harrison (geb. am 22. März 1965 in Lexington (North Carolina)) ist ein US-amerikanischer Geschäftsmann, eine Reality-TV-Persönlichkeit und Besitzer des Gold & Silver Pawn Shop, der in der History-Serie Die Drei vom Pfandhaus zu sehen ist. Harrison und sein Vater, Richard Benjamin Harrison, eröffneten das Geschäft 1988, das sie bis zum Tod seines Vaters im Jahr 2018 gemeinsam betrieben.

## Jugend und Herkunft
Rick Harrison wurde am 22. März 1965 in Lexington, North Carolina, als Sohn von Richard Benjamin Harrison Jr., einem Veteranen der US-Navy und Joanne Rhue Harrison, geboren. Harrison ist der jüngere Bruder von Sherry Joanne Harrison (1960–1967) und Joseph Kent Harrison und der ältere Bruder von Chris Harrison. Laut Harrisons Sohn Corey erklärte sein Großvater, dass sie mit US-Präsident William Henry Harrison verwandt sind. Harrison deutete an, dass er dieser Idee nicht viel Glauben schenkt, obwohl Harrisons Vater erklärte, die Familie sei entfernt mit Präsident Benjamin Harrison, einem Enkel von William Henry Harrison, verwandt.
Im Jahr 1967, als er zwei Jahre alt war, wurde sein Vater nach San Diego versetzt, wohin die Familie umzog. Als Kind bekam er im Alter von acht Jahren epileptische Anfälle. Infolgedessen verbrachte er einen Großteil seiner Zeit im Bett, was zu einer lebenslangen Liebe zu Büchern und zum Lesen im Allgemeinen führte. Besonders angetan war er von einer Buchreihe von John D. Fitzgerald mit dem Titel The Great Brain, deren Hauptfigur, ein zehnjähriger Hochstapler aus Utah namens Tom D. Fitzgerald mit der Fähigkeit, Geld zu erfinden, Harrison stark beeinflusste.
Er war auch von Physik und Geschichte fasziniert, wobei er sich am liebsten mit der Royal Navy vom Ende des 17. bis zum Anfang des 18. Jahrhunderts befasste. Er besuchte die „Taft Middle School“, die zum „San Diego Unified School District“ (SDUSD) gehört, brach die Schule aber in der zehnten Klasse ab, um seinem „2.000-Dollar-pro-Woche-Geschäft mit dem Verkauf gefälschter Gucci-Taschen“ nachzugehen.
Die Familie Harrison zog im April 1981 nach Las Vegas um, nachdem das Immobiliengeschäft seiner Eltern zusammengebrochen war. Als er 17 Jahre alt war, wurde seine Freundin Kim schwanger. Trotz einer Fehlgeburt beschloss das Paar zu heiraten. Ihr erstes Kind, Corey, wurde am 27. April 1983 geboren. Innerhalb von zwei Jahren wurde ihr zweites Kind, Adam, geboren. Kurz nach Adams Geburt trennten sich Harrison und Kim. Neun Monate später lernte er die Frau, die seine zweite Frau werden sollte, Tracy, bei einem Blind Date kennen. Nach einer sechsmonatigen Beziehung zogen sie zusammen und acht Monate später heirateten sie und übernahmen die Verantwortung für die Erziehung von Corey und Adam.

## Karriere

### Geschäftsmann
1981 eröffnete Harrisons Vater seinen ersten 300 Quadratmeter großen Secondhandladen, den „Gold & Silver Coin Shop“, am Las Vegas Boulevard South in Las Vegas. Während er tagsüber für seinen Vater in dem Geschäft arbeitete, pfändete er nachts Autos, an denen sie ein Besitzrecht hatten. Nach fünf Jahren zog das Geschäft in ein größeres Gebäude in der Fremont Street um. Nach zwei Jahren an diesem Standort verloren die Harrisons ihren Mietvertrag. Sie zogen anschließend in ein neues Gebäude in einem Geschäftsviertel am Las Vegas Boulevard um.
In seiner Autobiografie erzählte er, dass er und sein Vater schon lange vorhatten, das Geschäft in ein Pfandleihhaus umzuwandeln, und nannte dies eine „logische Entwicklung“. Aufgrund eines Gesetzes aus dem Jahr 1955, das vorsah, die Vergabe neuer Pfandlizenzen auf der Grundlage der Einwohnerzahl der Stadt zu begrenzen, die 1988 bei über 200.000 lag und rapide anstieg, rief er jede Woche den Statistiker der Stadt an, damit sie eine der seltenen und begehrten Pfandlizenzen beantragen konnten, sobald die Einwohnerzahl der Stadt 250.000 erreichte.
1989 erreichte die Einwohnerzahl der Stadt diese Zahl und nach einigen rechtlichen Auseinandersetzungen erhielten die Harrisons ihre Pfandlizenz. In diesem Jahr eröffnete er mit seinem Vater den „Gold & Silver Pawn Shop“ am 713 Las Vegas Boulevard South, weniger als zwei Meilen vom Las Vegas Strip entfernt. Bis 2005 vergaben er und sein Vater jährlich etwa 3 Millionen Dollar, was ihnen etwa 700.000 Dollar an Zinseinnahmen einbrachte.
Bis 2006 erwarb der Shop den Ruf, besondere Sportartikel mit einzigartiger Geschichte zu führen, darunter einen Super-Bowl-Ring der New England Patriots aus dem Jahr 2001, der dem American Football-Cornerback Brock Williams gehörte. Außerdem bediente er Glücksspieler, die laut Harrisons Sohn Corey oft kamen, „um etwas zu verpfänden, damit sie Benzin für den Heimweg haben“.
Laut Harrison waren die im Jahr 2010 am häufigsten in den Shop gebrachten Gegenstände Schmuck. Seit der Gründung von Pawn Stars wurden von 12.000 Objekten 5.000 verpfändetet.

### Bekanntheit im Fernsehen
Harrison verbrachte vier Jahre mit der Idee, eine Show über ein Pfandhaus zu machen, nachdem sein Geschäft 2003 in der Show Insomniac with Dave Attell gezeigt wurde, aber seine Bemühungen hatten keinen Erfolg. 2008 hatten Brent Montgomery und Colby Gaines von Leftfield Pictures die Idee zu einer Reality-Show, die in einem Pfandleihhaus in Las Vegas angesiedelt sein sollte und traten an Harrison heran.
Die Serie wurde ursprünglich HBO vorgeschlagen, obwohl der Sender es vorzog, dass die Serie im Stil einer Taxi-Beichten-Serie im Nachtfenster des Gold & Silver's spielt.  In einem YouTube-Video vom Februar 2009 mit dem Titel Pawn star$ versprach Corey Harrison, einen Eindringling mit einer Handfeuerwaffe zu erschießen, die er ausstellte und eine Frau schrie, als sie aus dem Laden entfernt wurde, nachdem sie die Rückgabe des Eherings gefordert hatte, den ihr Mann dem Geschäft verkauft hatte.
Nancy Dubuc vom History Channel änderte das Format, in dem Experten vor der Kamera die Gegenstände, die in das Gold & Silver gebracht wurden, begutachteten und die Persönlichkeitsdynamik des Personals und der Kunden des Ladens darstellten. Die Sendung, die ursprünglich den Titel „Pawning History“ tragen sollte, wurde auf Vorschlag eines Leftfield-Mitarbeiters in „Pawn Stars“ umbenannt und spielte mit dem Begriff „Porn Stars“, um eine bessere Vermarktung zu erreichen.
In der Sendung treten Harrison und sein Vater Richard Harrison (in der Sendung allgemein als „The Old Man“ bezeichnet und im Juni 2018 verstorben) zusammen mit seinem Sohn Corey („Big Hoss“) und Coreys Kindheitsfreund und Angestelltem Austin „Chumlee“ Russell auf. 2010 verlieh die „National Pawnbrokers Association“ (NPA) den „Pawnbroker of the Year Award“ an Harrison für seinen Beitrag zur Aufklärung der Öffentlichkeit über die Pfandindustrie.
Im Januar 2011 war Pawn Stars die Sendung mit der höchsten Einschaltquote auf dem History Channel und die Reality-Show mit der zweithöchsten Einschaltquote nach Jersey Shore. Am 7. Juni 2011 veröffentlichte Harrison eine Biografie mit dem Titel License to Pawn: Deals, Steals, and My Life at the Gold & Silver. Sein Buch erreichte am 26. Juni 2011 Platz 22 der New York Times-Bestsellerliste.
Harrison erschien als er selbst, neben seinem Sohn Corey und Chumlee, in iLost My Head in Vegas, der Episode vom 3. November 2012 der amerikanischen TV-Serie iCarly. Vier Tage später erschien er als Besitzer eines Antiquitätengeschäfts in The Safe, der Episode vom 7. November 2012 der TV-Serie The Middle.
Im Januar 2014 wurde Harrison Sprecher für den „Micro Touch One Razor“, ein Rasierpflegeprodukt für Männer. Harrison trat in einem Fernsehspot auf, der die Produktlinie „One Razor“ bewarb. Im Juni 2014 feierte History die Premiere von United Stuff of America, einer Serie der Produzenten von Pawn Stars, die sich auf bemerkenswerte Artefakte konzentriert, die in wichtigen Momenten der Geschichte verwendet wurden, wie der Stock, mit dem Andrew Jackson einen Attentäter abwehrte, die Axt, die Abraham Lincoln als junger Mann benutzte um Baumstämme zu spalten und die Bleistifte, die Ulysses S. Grant benutzte, um seine Memoiren zu schreiben.
Im Juli 2014 feierte die Spielshow Pawnography auf dem History Channel Premiere, in der Harrison, Corey und Chumlee gegen andere Spieler antraten, um sie daran zu hindern, Bargeld und Gegenstände aus dem Inventar des „Gold & Silver Pawn Shop“ zu gewinnen.

## Persönliches
Harrison hatte zwei Söhne, Corey und Adam, mit seiner ersten Frau Kim und einen Sohn, Jake, mit seiner zweiten Frau Tracy.
Im Januar 2024 starb Adam Harrison 39-jährig an einer Überdosis Drogen. Adam arbeitete in der Pfandleihe und wurde später Klempner. Laut Corey, der in einem HuffPost-Artikel von 2016 zitiert wurde, hatte Adam offensichtlich kein Interesse daran, in der Show aufzutreten.
2012 gab Harrison, der zweimal geschieden ist, seine Verlobung mit Deanna Burditt bekannt, die ebenfalls zweimal geschieden ist. Das Paar heiratete am 21. Juli 2013 in Laguna Beach (Kalifornien). „Counting Cars“-Star und Autoexperte Danny Koker wurde zum ordinierten Geistlichen ernannt und führte die Zeremonie durch, während Pawn Stars-Kollege Austin „Chumlee“ Russell als Ringträger diente. Aus dieser Ehe gehen drei Stieftöchter hervor: Sarina, Ciana und Marissa. Das Paar ließ sich im September 2020 scheiden.
Im Jahr 2021 heiratete Harrison eine Frau namens Amanda Palmer.

### Politische Ansichten

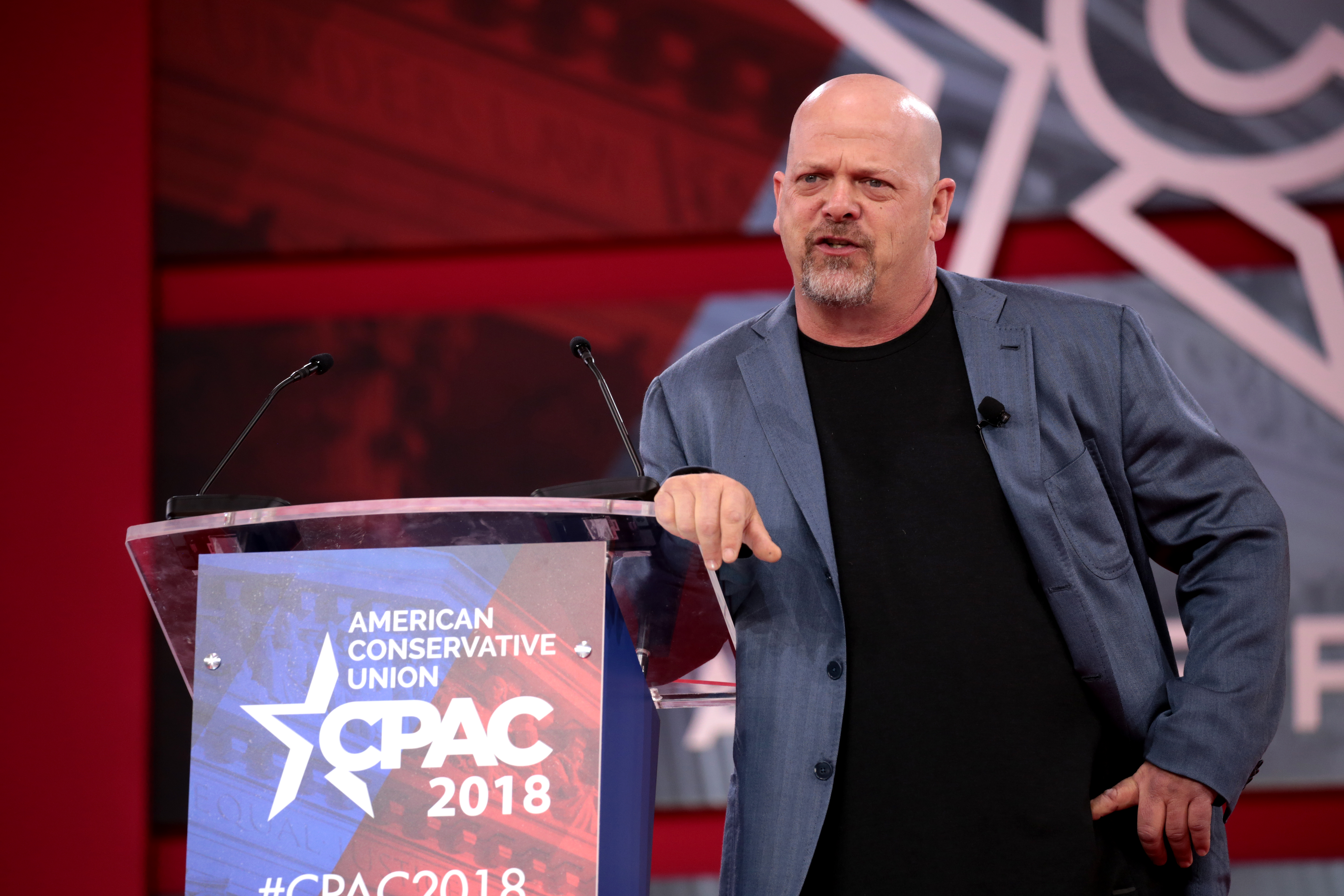
Rick Harrison auf der Conservative Political Action Conference (CPAC) in National Harbor in Maryland (2018).

In einem Interview im Jahr 2018 in der Fox News-Sendung Life, Liberty & Levin bezeichnete sich Harrison als „eher ein Libertärer“ als ein Konservativer und sagte dem Moderator Mark R. Levin, die Geschichte beweise, dass weniger Staat zu einer besseren Wirtschaft führe.

„Niedrigere Steuern, weniger Staat. Denn das ist es, was am Ende funktioniert. Und es ist nicht nur eine Theorie, man kann die ganze Geschichte hindurch sehen, wenn wir weniger Regierung hatten, hatten wir eine bessere Wirtschaft, ein besseres Leben, alles war besser. Alles, was die Regierung tut, ist, alles zu verlangsamen. Die Regierung hat die Große Depression verursacht.“

Harrison unterstützte Donald Trumps Kandidatur für das Präsidentenamt und Daniel Rodimer für Nevadas 3. Kongresswahlbezirk im Süden von Las Vegas. Er erwog auch eine mögliche Kandidatur als Gouverneur von Nevada im Jahr 2022.
Harrison bekundete sein Interesse an einer Kandidatur für die United States Senats-Wahlen 2024 in Nevada und sagte dem Las Vegas Review-Journal im März 2023: „Ich bin von vielen in der Partei angesprochen worden und höre immer mit offenem Geist zu. Man soll nie nie sagen, aber zum jetzigen Zeitpunkt habe ich noch nicht entschieden, ob ich meinen Hut in den Ring werfe oder nicht“.